# 2044
- Wikisource

| Calendário gregoriano                                                        | 2044 MMXLIV                         |
| Ab urbe condita                                                              | 2797                                |
| Calendário arménio                                                           | 1494 – 1495                         |
| Calendário bahá'í                                                            | 200 – 201                           |
| Calendário budista                                                           | 2588                                |
| Calendário chinês                                                            | 4740 – 4741 Início a 30 de janeiro  |
| Calendário copta                                                             | 1760 – 1761                         |
| Calendário etíope                                                            | 2036 – 2037                         |
| Calendários hindus - Vikram Samvat - Calendário nacional indiano - Cáli Iuga | 2099 – 2100 1965 – 1966 5144 – 5145 |
| Calendário Holoceno                                                          | 12044                               |
| Calendário islâmico                                                          | 1466 – 1467                         |
| Calendário judaico                                                           | 5804 – 5805                         |
| Calendário persa                                                             | 1422 – 1423 Início a 20 de março    |
| Calendário rúnico                                                            | 2294                                |
| Calendário solar tailandês                                                   | 2587                                |

2044 (MMXLIV, na numeração romana) será um ano bissexto do século XXI que começará numa sexta-feira, segundo o calendário gregoriano. As suas letras dominicais serão CB. A terça-feira de Carnaval ocorrerá a 1 de março e o domingo de Páscoa a 17 de abril. Segundo o horóscopo chinês, será o ano do Rato, começando a 30 de janeiro.

| Evento                                                   | Data            | Hora  |
| -------------------------------------------------------- | --------------- | ----- |
| Aquário                                                  | 20 de janeiro   | 10:37 |
| Peixes                                                   | 19 de fevereiro | 00:36 |
| primavera no hemisfério norte e outono no hemisfério sul |                 |       |
| Carneiro/equinócio                                       | 19 de março     | 23:20 |
| Touro                                                    | 19 de abril     | 10:07 |
| Gémeos                                                   | 20 de maio      | 09:02 |
| verão no hemisfério norte e inverno no hemisfério Sul    |                 |       |
| Caranguejo/solstício                                     | 20 de junho     | 16:51 |
| Leão                                                     | 22 de julho     | 03:43 |
| Virgem                                                   | 22 de agosto    | 10:55 |
| Outono no Hemisfério Norte e Primavera no Hemisfério Sul |                 |       |
| Balança/equinócio                                        | 22 de setembro  | 08:48 |
| Escorpião                                                | 22 de outubro   | 18:26 |
| Sagitário                                                | 21 de novembro  | 16:15 |
| inverno no hemisfério norte e verão no hemisfério sul    |                 |       |
| Capricórnio/solstício                                    | 21 de dezembro  | 05:43 |

| UTC: Portugal Continental, Madeira, Guiné-Bissau e São Tomé e Príncipe Subtrair (-): 1 h nos Açores e Cabo Verde 2 h nas Ilhas oceânicas brasileiras 3 h em Brasília, em Goiás, na Amazônia Oriental Brasileira e no nordeste, sudeste e sul brasileiros 4 h na Amazônia Ocidental Brasileira, Mato Grosso e Mato Grosso do Sul 5 h no Acre e sudoeste do Amazonas Adicionar (+): 1 h em Angola e Guiné Equatorial 2 h em Moçambique 8 h em Macau 9 h em Timor-Leste. |
| Adicionar uma hora durante a vigência do horário de verão: Portugal Continental : De 27 de março a 30 de outubro de 2044 |

| Ano completo                          |
| ------------------------------------- |
| Ano bissexto com início à sexta-feira |

## Eventos esperados e previstos
- Ano do Rato, segundo o Horóscopo chinês.

### Datas desconhecidas
- Realização dos Jogos Olímpicos de Verão de 2044.

## Epacta e idade da Lua
| Epacta gregoriana | *       |
| Idade da Lua      | Letra N |